# Defense Intelligence Agency

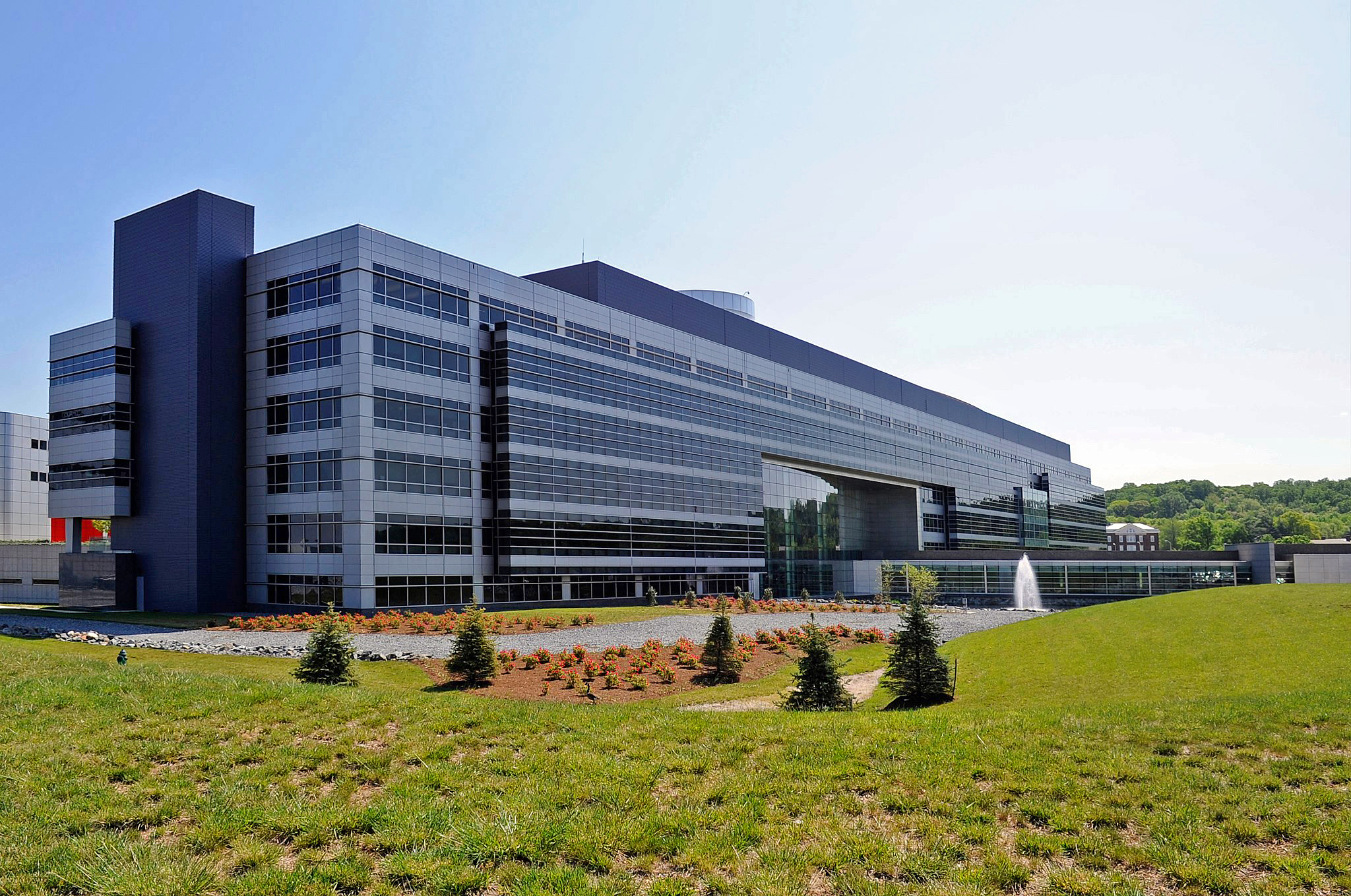
Defense Intelligence Analysis Center (DIAC) på Joint Base Anacostia-Bolling i Washington, D.C. är DIA:s högkvarter.

Defense Intelligence Agency (DIA) är en amerikansk federal myndighet sorterande under försvarsdepartementet och den är försvarets gemensamma militära underrättelsetjänst. DIA upprättades 1961 av USA:s försvarsminister Robert McNamara för att bättre samordna militärdepartementens underrättelseverksamheter. DIA:s uppdrag är att i rätt tid tillhandahålla objektiva underrättelser till den politiska och militära ledningen. DIA:s generaldirektör är försvarsministern och försvarschefens främste rådgivare i frågor som rör militär underrättelsetjänst. 
DIA är en del av USA:s underrättelsegemenskap.

## Program
- Advanced Aerospace Threat Identification Program (AATIP)[1][2]